# Cilo

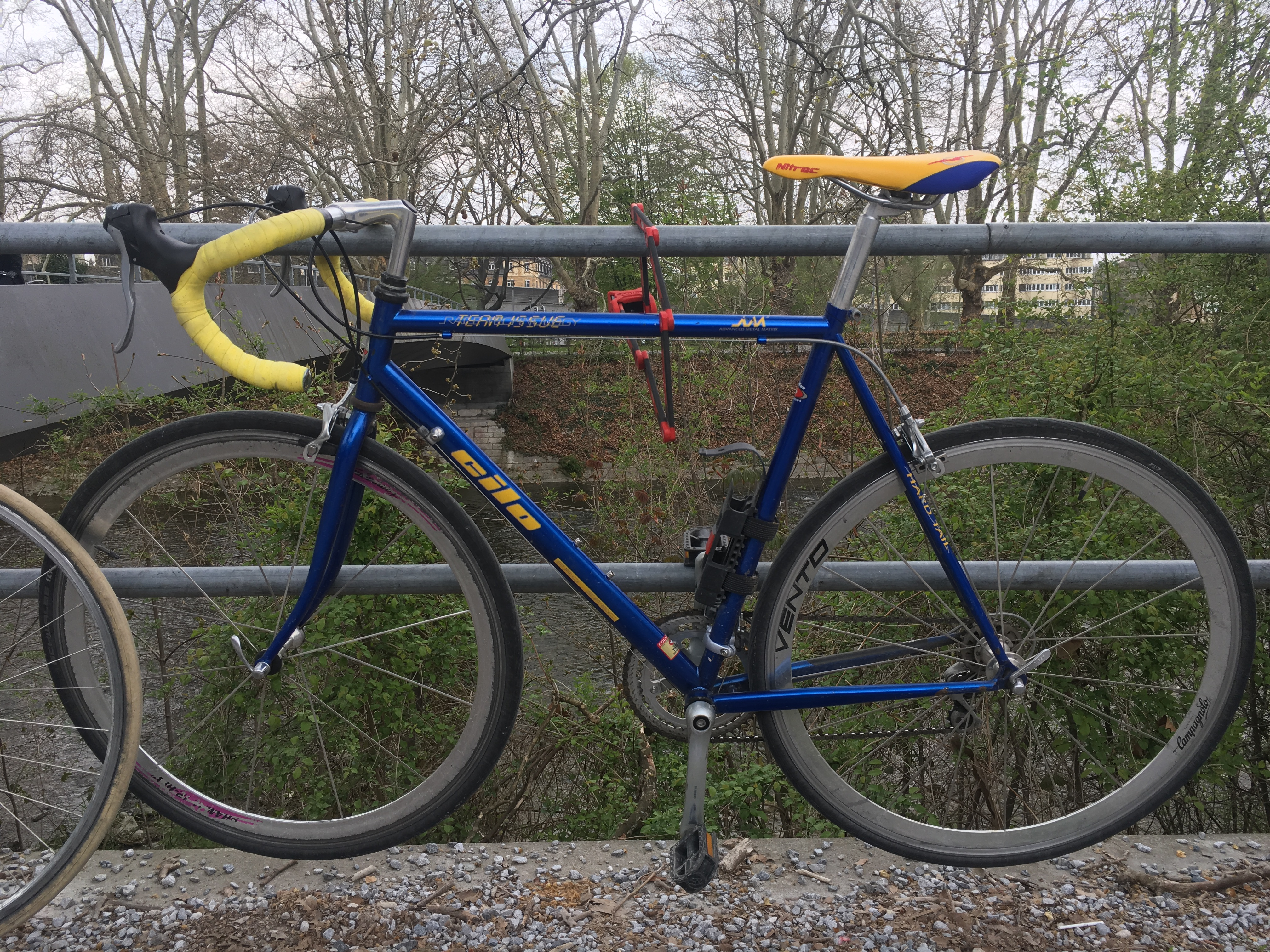

Cilo est un constructeur de cycles puis de cyclomoteurs fondé en 1937 à Oron-la-Ville, dans le canton de Vaud en Suisse, par Charles Jan. Pour les cycles, il s'inscrit dans une lignée de classiques du vélo suisse avec d'autres marques comme Allegro, Condor, Cosmos, Mondia, Tigra, Villiger.

## Histoire
Charles Jan se met à vendre des bicyclettes après avoir importé des voitures Studebaker, des Volkswagen ainsi que les motos Royal Enfield. Le nom de la marque est l'acronyme des initiales de son nom et de celles de Lausanne et d'Oron, mais comme le « J » est imprononçable, il décide de le remplacer par un « I ».
En 1927, la société s'installe à Lausanne et construit une usine à Romanel-sur-Lausanne en 1972.
En 1946, Hans Knecht finit premier les championnats du monde de cyclisme sur route sur un vélo Cilo,.
Dans les années 1950, l'entreprise commence à produire des cyclomoteurs.
En 1992, la marque forme une équipe avec Atari et Ciclolinea.
Après une première faillite en 2002, la marque est reprise par un groupe d’investisseurs en 2005 qui lance une nouvelle gamme en janvier 2006, une partie de la production se faisant en Asie. La société est finalement liquidée en 2009.
En 2015 la marque Cilo est rachetée par l'entreprise Colag.

## Équipe Cilo-Aufina
L'équipe naît en 1980 de l'union de Cilo et de la banque suisse Aufina. Ce partenariat dure sept saisons, de 1980 à 1986. De nombreux coureurs suisses en font partie, dont Serge Demierre, Josef Fuchs, Daniel Gisiger, Gilbert Glaus, Beat Breu, Erich Mächler, Tony Rominger et Mauro Gianetti.